# Rio Cubatão (vattendrag i Brasilien, São Paulo, lat -23,88, long -46,42)
Rio Cubatão är ett vattendrag i Brasilien.   Det ligger i delstaten São Paulo, i den sydöstra delen av landet, 900 km söder om huvudstaden Brasília.
Runt Rio Cubatão är det i huvudsak tätbebyggt. Runt Rio Cubatão är det mycket tätbefolkat, med 1 463 invånare per kvadratkilometer.